# 600-talet f.Kr. (decennium)

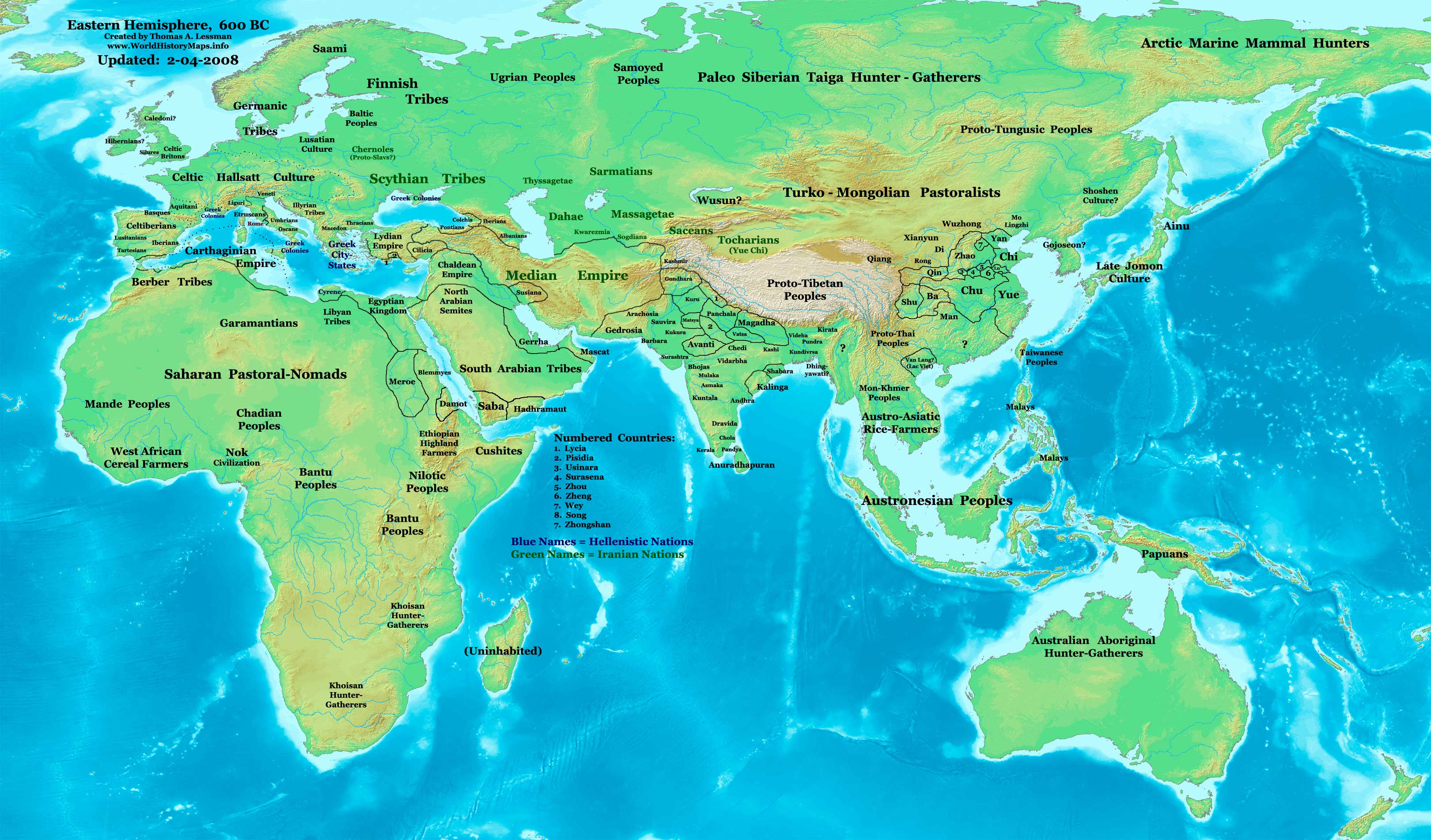
Gamla världen 600 f.Kr.

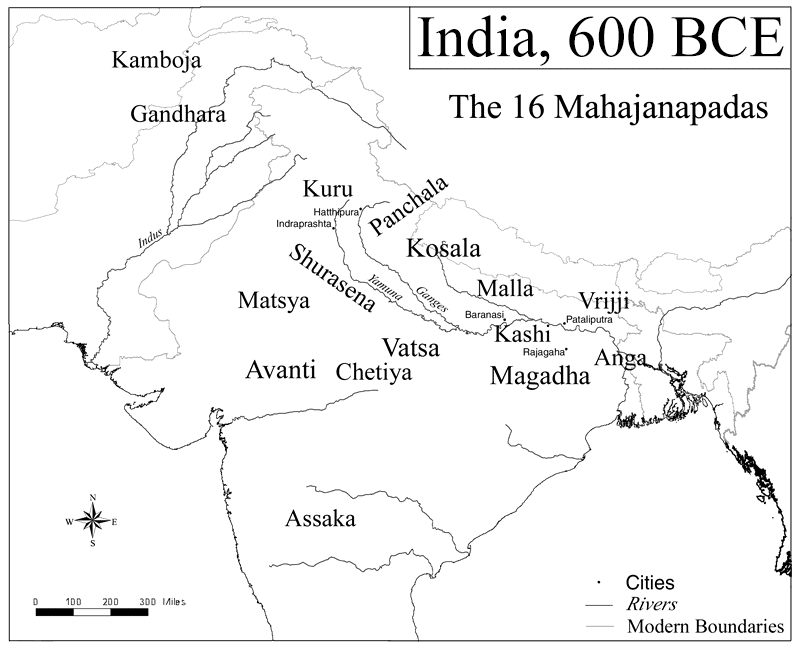
Indien 600 f.Kr.

## Händelser
- 609 f.Kr.
  - Kung Josia av Juda dör i slaget vid Megiddo mot farao Necho II av Egypten, som är på väg norrut för att hjälpa Assyrien under Ashur-uballit II. Jehoahaz efterträder sin far Josia, men avsätts snart av Necho, som insätter Jehoahaz' bror Jehoiakim i hans ställe.
  - Babylonierna besegrar assyrierna under Ashur-uballit II och erövrar Harran, varvid Ashur-uballit, den siste assyriske kungen, försvinner ur historien. Det en gång så mäktiga assyriska riket upphör därmed att existera.
- 607 f.Kr. – Jerusalem förstörs enligt Jehovas Vittnen
- 606 f.Kr. – Zhou ding wang blir kung av den kinesiska Zhoudynastin.
- 605 f.Kr.
  - Kronprins Nebukadnessar av Babylon besegrar Necho II av Egypten i slaget vid Carchemish, varvid den babyloniska erövringen av Assyrien säkras. Babylonierna tågar sedan genom Syrien och Palestina.
  - Nebukadnessar efterträder sin far Nabopolassar som kung av Babylon.
- 600 f.Kr. – Kungariket Armenien grundas (omkring detta år).
- Capua grundas (omkring detta år).
- Milano grundas av kelter (omkring detta år).
- Marseille grundas av greker från Fokaia (traditionellt datum).
- Smyrna plundras och förstörs.
- Nebukadnessar bygger de hängande trädgårdarna i Babylon.
- Lehi för enligt mormonsk legend sin familj och några vänner på en pilgrimsresa från Jerusalem till Amerika.

## Födda
- 601 f.Kr. – Kyros II, persisk storkonung.
- 600 f.Kr. – Kambyses I, kung över akemeniderna (omkring detta år).[1]

## Avlidna
- 607 f.Kr. – Zhou kuang wang, kung av den kinesiska Zhoudynastin.

### Fotnoter
1. ↑  ”För 100 generationer sedan”. juli 1996-februari 2005. http://www.werbeka.com/bibliote/500tal/590bc.htm. Läst 18 juli 2011.